# 盧布林地區托馬舒夫

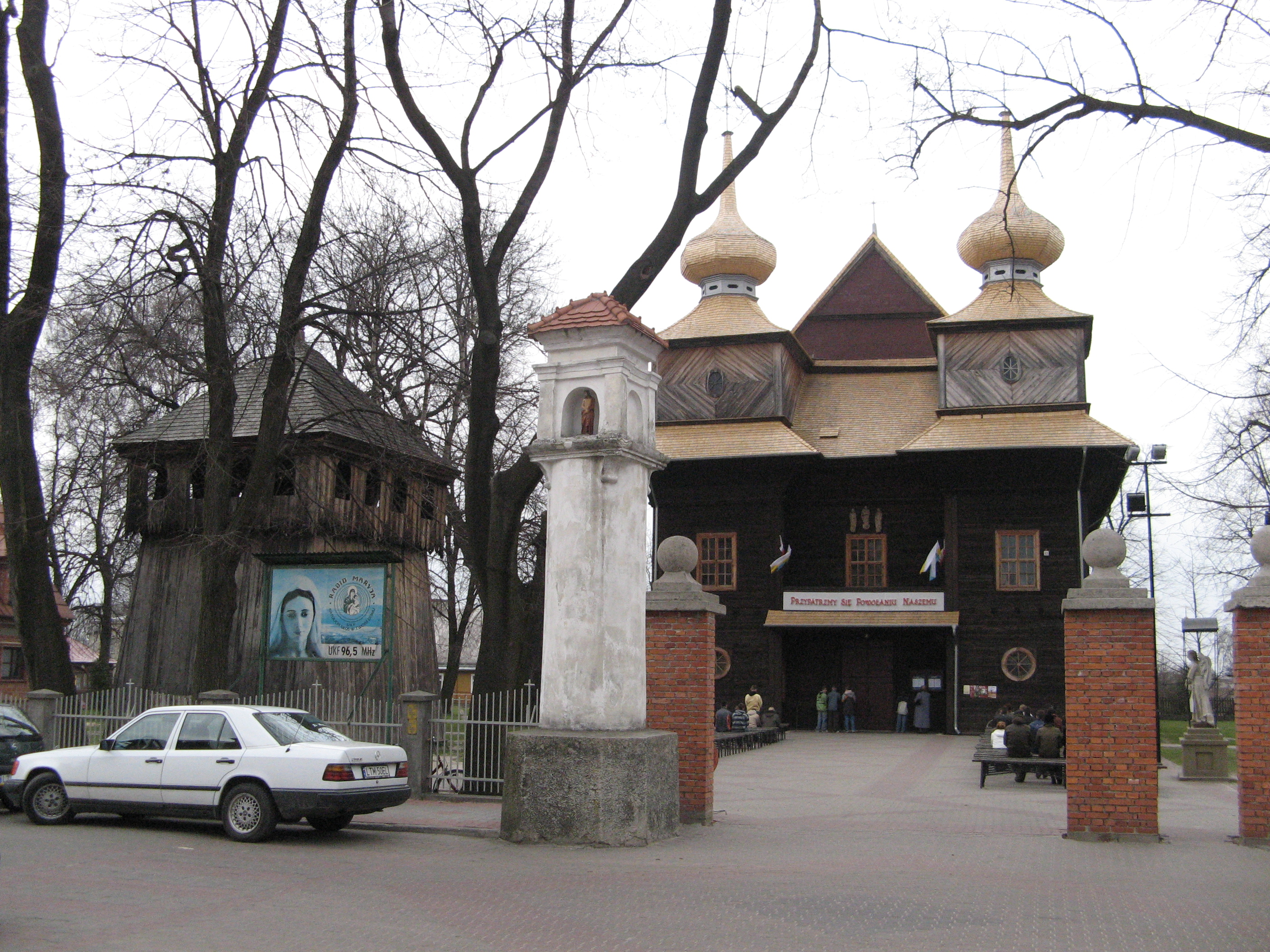

盧布林地區托馬舒夫是波蘭的城鎮，位於該國東南部，由盧布林省負責管轄，始建於十六世紀末，面積13.29平方公里，海拔高度280米，2006年人口20,118。
50°27′N 23°25′E / 50.450°N 23.417°E

## 外部連結
- Tomaszów County website （页面存档备份，存于）
- Old pictures of Tomaszów （页面存档备份，存于）
- Tomaszów virtual tour